# Pavel Fedotov
Pavel Andrejevitj Fedotov, alternativt Fjodotov, född 1815, död 1857, var en rysk konstnär.
Fedotov var en av genombrottsmännen inom rysk konst, bröt med klassicismen och gav liv åt folklivsmåleriet. Hans skildringar, som äger en omedelbar karakteriseringsförmåga, är fyllda av satir över det samtida ryska samhällslivet.